# Мавзолей Хомейни
Мавзолей Хомейни (перс. آرامگاه سید روح‌الله خمینی‎) — памятник-усыпальница, посвященная лидеру исламской революции и первому Высшему руководителю Ирана великому аятолле Рухолле Мусави Хомейни. Кроме самого Хомейни, в мавзолее захоронены его жена Хадидже и их сын Ахмад, а также соратник Али Акбар Хашеми Рафсанджани.
Комплекс находится на кладбище Бехеште-Захра, к югу от Тегерана, рядом с международным аэропортом имени Хомейни. Несмотря на то, что возведение комплекса началось в 1989 году, спустя 25 лет строительные работы всё ещё не окончены.

## История
Рухолла Мусави Хомейни скончался 3 июня 1989 года в возрасте 87 лет. Сразу же после этого в правительстве президента Хашеми Рафсанджани пообещали, что будут активно содействовать развитию духовного наследия аятоллы. Сын Хомейни Ахмад решил похоронить своего отца рядом с могилами мучеников революции на кладбище Бехеште-Захра. Благодаря благотворителям, общественным организациям и государственным средствам, в течение 40 дней после смерти была построена погребальная камера. 5 июня на похороны Хомейни пришло около 10 миллионов иранцев. Во время прощания они прорвали оцепление и разорвали саван на память, после чего силы безопасности с помощью водомётов разогнали толпу, тело увезли на вертолете, а церемония была повторена через пять часов. Строительство комплекса началось позже, под руководством архитектора Мохаммеда Теграни. Параллельно, 4 ноября 1990 года президент Ирака Саддам Хусейн предложил построить мавзолей Хомейни в Кербеле.
В 1995 году рядом с Хомейни был похоронен его сын Ахмад, умерший в возрасте 49 лет по официальной версии от сердечного приступа из-за неперенесения смерти отца (Ахмад был критиком пост-хомейнистской политики, вследствие чего некоторые обозреватели утверждают, что его устранили иранские спецслужбы). В 2007 году рядом с Хомейни была похоронена его жена и мать Ахмада — Хадидже Сакафи. В 1995 году смотрителем мавзолея стал внук Рухоллы Хомейни.
20 июня 2009 года во время масштабных протестов против результатов президентских выборов, в которых с 63 процентами победил Махмуд Ахмадинежад, и разгона сторонников лидера оппозиции Мир-Хосейна Мусави, у северного входа мавзолея террорист-смертник привёл в действие взрывное устройство и погиб, убив одного человека и ранив ещё двух, а также причинив некоторый ущерб самому комплексу.

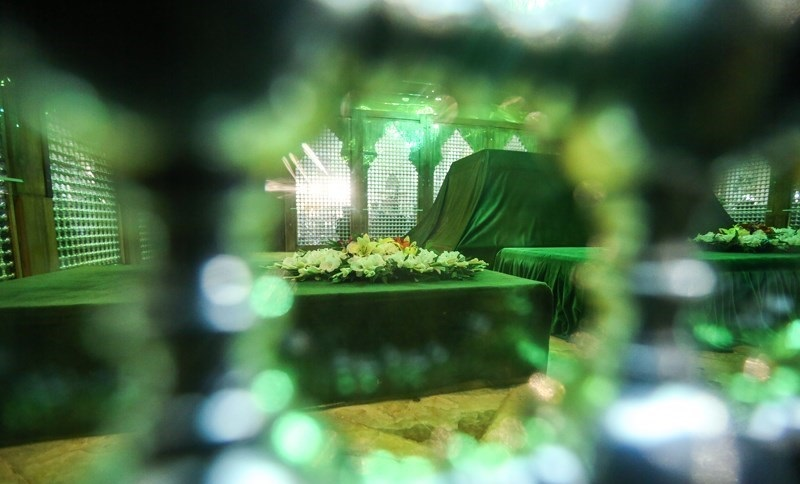
Надгробие Рафсанджани

В июне 2010 года Хасан Хомейни был вынужден прервать своё выступление на мероприятии, посвящённом 21-годовщине смерти отца, из-за организованной политической провокации. Вскоре после этого стали распространяться сообщения о том, что Хасан ударил по лицу министра внутренних дел Мохаммада Мустафу Наджара, вследствие чего некоторые обозреватели отметили, что это стало попыткой очернить Хомейни, поддержавшего оппозиционное «Зелёное движение».
10 января 2017 года в мавзолее был похоронен сам Хашеми Рафсанджани, скончавшийся 8 января 2017 года в возрасте 82 лет. Запечатанный металлический гроб с лежащей на нём чалмой был удостоен общественного прощания в Тегеранском университете, во время которого молитву прочёл аятолла Хаменеи, а затем пронесён по улице Революции в сопровождении десятков тысяч людей до мавзолея, где Рафсанджани был положен рядом с Хомейни.
7 июня 2017 года несколько вооружённых человек устроили стрельбу у мавзолея, после чего один из них привёл в действие пояс смертника и погиб, ранив пять человек. Ответственность за атаку на мавзолей и произошедшее в тот же день нападение на здание парламента, в которых в общей сложности погибло 12 человек, взяла террористическая группировка «Исламское государство», хотя в Корпусе Стражей Исламской революции обвинили Саудовскую Аравию.

## Назначение и использование
Смотрителем мавзолея с 1995 года является внук Хомейни и сын Ахмада, Хасан. Мавзолей является местом паломничества для миллионов мусульман Ирана и стран всего мира, ежегодно приходящих пешком и едущих на машинах почтить память Хомейни в день его смерти, а также — местом для выступлений государственных деятелей, в том числе Высшего руководителя Ирана, кроме того там проходят военные парады, символические визиты государственных деятелей, иностранных гостей и послов. Президент и члены правительства Ирана посещают мавзолей каждый год. Немусульманам вход внутрь комплекса разрешён.
В числе известных личностей-посетителей мавзолея — Али Хаменеи и Махмуд Ахмадинежад, Хасан Рухани и Садик Лариджани, Али Лариджани и Акбар Хашеми Рафсанджани, Кофи Аннан и Десмонд Туту, Ильхам Алиев и Александр Лукашенко, Серж Саргсян.

## Архитектура
Площадь архитектурного комплекса из бетона и мрамора составляет более 150 тысяч квадратных метров и включает в себя жилой, культурный и туристический центр, рестораны, больницу, библиотеку, музей революции, архив фильмов, университеты для изучения ислама, семинарии, торговый центр, а также помещения для администрации и служб безопасности. Кроме этого рядом располагаются торговые центры, сады площадью более 5000 гектаров и автомобильная стоянка на 20 тысяч мест. По некоторым данным, правительство Ирана вложило в стройку, продолжающуюся уже 20 лет, около 2 миллиардов долларов США. В будущем погребальный комплекс должен стать частью нового района Тегерана — «Город солнца» (перс. شهر آفتاب‎). Рядом с мавзолеем Хомейни расположена одноимённая станция 1-й линии Тегеранского метрополитена.
Центром храмового комплекса является позолоченный купол на высоком барабане, окруженном четырьмя отдельно стоящими минаретами, высотой по 91 метр каждый — годы жизни Хомейни по лунному календарю. Святыня находится в окружении большой прямоугольной площади, разработанной для огромного количества посетителей. Своими размерами и наличием киблы мавзолей напоминает мечеть, но называется Хусейнией. Внутри мавзолея расположена усыпальница со своим куполом и люстрой. В ней находятся надгробия могил, покрытые зелёным бархатом. Усыпальница представляет собой помещение с решётчатыми металлическими стенами, через отверстия в которых посетители бросают банкноты иранского риала в качестве пожертвований, либо в знак отказа от мирских благ или по туристической традиции. Купол, украшенный витражами с 72 красными тюльпанами (символ мученичества у шиитов), опирается на восемь больших мраморных колонн, окружающих саркофаг, которые вместе с другими меньшими колоннами поддерживают потолок. Пол и стены облицованы полированным белым мрамором. Пол покрыт тонкими коврами. Главный купол делится на три высоты и символизирует собой три вехи в жизни Хомейни и истории Ирана:
1. 42 метра — 1342 год Хиджры (1963 год), то есть начало протестного движения Хомейни против шаха.
2. 57 метров — 1357 год Хиджры (1979 год), то есть победа исламской революции.
3. 68 метров — 1368 год Хиджры (1989 год), то есть смерть Хомейни.

С восточной и западной сторон купола находятся дворы площадью по 22 тысячи квадратных метров. Каждый двор имеет четыре портика, оформленных традиционной иранской мозаикой из 230 различных видов камней с цитатами из Корана. Над двумя портиками в северной и южной частях дворов находятся два купола, покрытые иранскими плитками цвета бирюзы. Таким образом, весь комплекс имеет пять куполов в честь пяти мусульманских святых: пророка Мухаммеда, имама Али, Фатимы Захры, имама Хасана и имама Хусейна.